# Podřipská (Kralupy nad Vltavou)
Podřipská je ulice v Kralupech nad Vltavou. Je ukončena kruhovými objezdy, volně navazuje na ulice Dobrovského z jihu a S. K. Neumanna ze severu. Nachází se poblíž centra Kralup nad Vltavou a měří necelých 200 metrů. V ulici se nachází přemostění přes Zákolanský potok, památný park Červená hůrka, posilovna Orange gym a Ametystová čajovna.

## Historie
Kralupská pošta byla v Podřipské ulici do roku 1937, následně přesunuta do nové moderní budovy v Nerudově ulici. Jednou z dominant ulice byl dům významného kralupského stavitele Aloise Nového.